# Towarzystwo Przyjaciół Sztuk Pięknych we Lwowie
Towarzystwo Przyjaciół Sztuk Pięknych we Lwowie – stowarzyszenie artystów i osób interesujących się sztuką, założone w 1867 we Lwowie z inicjatywy Aleksandra Dunin Borkowskiego oraz Karola Widmana.
Celem towarzystwa była popularyzacja sztuk pięknych, zakup i gromadzenie wyróżniających się dzieł polskich artystów (zbierano również dzieła twórców innych narodowości, o ile związani byli z Galicją) oraz organizacja wystaw. Ponadto miano wspierać polskich artystów, również finansowo. Pierwszą wystawę czasową towarzystwo zorganizowało już w roku swojego powstania, zaś wystawa stała działała od 1879, mieszcząc się od 1904 w budynku Muzeum Przemysłowego we Lwowie. Ponadto organizowano też wystawy objazdowe. Powstanie i zakres aktywności lwowskiej organizacji było inspirowane przykładem starszego Towarzystwa Przyjaciół Sztuk Pięknych w Krakowie, a z powodów trudności finansowych lwowskie towarzystwo niedługo po założeniu stało się filią krakowskiego. Od 1895 znów funkcjonowało samodzielnie. Organizacja działała również w okresie międzywojennym. 